# Atentados de Edmonton de 2017
Los atentados de Edmonton fueron dos ataques terroristas perpetrados por un solo atacante en la ciudad de Edmonton, en Canadá. Los hechos ocurrieron en la noche del sábado 30 de septiembre del 2017. El primer suceso ocurrió a las afueras del Estadio de la Mancomunidad, cuando un hombre embistió con un automóvil a un policía y después bajó del coche para apuñalarlo en varias ocasiones. El atacante huyó a pie después de cometer el acto, lo que provocó una movilización policial para detener al sospechoso. Pocas horas después, el hombre fue detenido en un control de seguridad a bordo de un camión de mudanzas; el sospechoso aceleró, lo que provocó una persecución para detenerlo. En dicha persecución, embistió a un grupo de cuatro personas dejándolas heridas.
A la mañana siguiente (domingo, 1 de octubre), se dieron conocer los hechos además de confirmar que los hechos eran actos de terrorismo.

## Atentados

### Primer atentado
Alrededor de las 8:15 (hora local), un hombre embistió con su auto a un policía que se encontraba afuera del Estadio de la Mancomunidad. El hombre, al bajar del auto, apuñaló al oficial en diferentes ocasiones dejándolo herido pero no de gravedad. El atacante escapó a pie.
Rápidamente, el lugar fue custodiado por policías y revisaron el vehículo con el que cometió el incidente y le fue hallada una bandera relativa al grupo yihadista Estado Islámico.
Además, se inició una búsqueda para dar con el atacante.

### Segundo atentado
Poco antes de la medianoche, un camión fue detenido en un retén de seguridad en la carretera Wayne Gretzky Drive. Al ver que los policías lo tenían rodeado, el conductor aceleró y causó una persecución por varias calles con el objetivo de detenerlo. En esta persecución, el terrorista aprovechó la situación y embistió con el camión a un grupo de 4 personas dejándolas tendidas en el suelo heridas. El camión perdió el control provocando que se volcara, dándole la oportunidad a los agentes de arrestar al terrorista.

## Comunicación de los incidentes
A la hora de los incidentes, la mayoría de la población no conocía lo que había ocurrido debido al horario en que sucedieron., por lo que a la mañana siguiente, se dio una conferencia de prensa por parte de las autoridades canadienses en la que se relataron los hechos ocurridos durante la noche. Además, se confirmó que los incidentes estaban siendo tratados con atentados terroristas.

## Atacante
La identidad del atacante fue dada a conocer el mismo día de la rueda de prensa policial, el cual fue identificado como Abdulahi Hasan Sharif, con 30 años de edad, residente en Edmonton. Además, dieron a conocer que era un refugiado de origen somalí que había sido investigado en 2015 por defender ideas extremistas.

## Reacciones
Los políticos canadienses e internacionales no se hicieron esperar y rechazaron y condenaron los ataques:
- Canadá: El primer ministro canadiense, Justin Trudeau, condenó los atentados. Además dijo en su cuenta de Twitter: “No podemos, y no dejaremos que la violencia extremista eche raíces en nuestras comunidades. Sabemos que la fortaleza de Canadá proviene de nuestra diversidad y no seremos acobardados por aquellos que nos quieren dividir y promover el miedo”.[5]
- Catar: El Ministerio de Relaciones Exteriores Mohammed bin Abdulrahman Al Thani expresó sus condolencias a los afectados por el ataque en Twitter, afirmando: "Nuestros pensamientos están con los heridos, su familia y amigos, y todos aquellos afectados por el último ataque en Edmonton #Canadá".[6]
- Estados Unidos: La administración del presidente Donald Trump condenó el atropellamiento y ataque con cuchillo: “Condenamos los cobardes actos terroristas contra un oficial de la policía y peatones que ocurrieron anoche en Edmonton, Canadá”, señaló la portavoz de la Casa Blanca, Sarah Huckabee Sanders.[7]
- México: La Secretaria de Relaciones Exteriores de México expreso su solidaridad y apoyo a Canadá además de condenar el acto. Dijo que el país condenaría y rechazaría cualquier acto de terrorismo en cualquiera de sus formas.[8]
- Irán: La cancillería iraní condenó el atentado en Canadá juntamente con el ataque de Marsella (ocurrido al día siguiente del atentado en Edmonton): “Desafortunadamente, mientras algunos países han estado entreteniéndose en el negocio del terrorismo y desviando la atención mundial al respecto, una vez más, la violencia con sus atrocidades criminales ha golpeado a una población inocente e indefensa”, declaró el domingo el portavoz del Ministerio de Asuntos Exteriores de Irán, Bahram Qasemi.[9]
- Unión Europea: La Unión Europea condenó el atentado junto con el ataque de Marsella y el tiroteo de Las Vegas y expreso su solidaridad: “Esos ataques pueden reproducirse en cualquier parte y en cualquier momento. Estamos dispuestos a combatir las amenazas terroristas y a defender la seguridad de nuestros ciudadanos″, —señala un comunicado de la Comisión Europea—. Por su parte, el presidente del Parlamento Antonio Tajani calificó de cobardes a los autores de esos actos y manifestó su apoyo a los heridos y familiares de los estos. Tajani abogó también por la unidad de los Estados para hacer frente a hechos similares y al incremento de la violencia. En tanto, el líder del Consejo Europeo, Donald Tuks, expresó su pesar por lo sucedido en esas naciones y aseguró que “cada asesinato de una persona inocente es una agresión contra todos”.[10]